# Hendrik XXIX van Reuss-Ebersdorf
Hendrik XXIX van Reuss-Ebersdorf (Ebersdorf, 21 juli 1699 - Büdingen, 22 mei 1747), was de graaf van Reuss-Ebersdorf van 1711 tot aan zijn dood in 1747. Hendrik was lid van het Huis Reuss.

## Biografie

### Jeugd en opleiding
Hendrik van Reuss-Ebersdorf was de oudste zoon van graaf Hendrik X van Reuss-Ebersdorf en Erdmuthe Benigna, de dochter van Johan Frederik, graaf van Solms-Laubach. Na de dood van zijn vader in 1711 werd hij op elfjarige leeftijd graaf van Reuss-Ebersdorf. Hendrik kwam eerst onder voogdij van Hendrik VIII van Reuss-Hirschberg uit de tak Reuss-Hirschberg. Na zijn dood werd hij onder de voogdij geplaatst van Hendrik XXIV van Reuss-Köstritz uit de tak Reuss-Köstritz.
In 1716 werd Hendrik voor zijn studies naar Halle gestuurd, het centrum van het piëtisme. Daar kwam hij onder leiding te staan van August Hermann Francke. Drie jaar later, in 1719, ontmoette de graaf voor het eerst Nikolaus von Zinzendorf, met wie hij een nauwe vriendschap onderhield.

### Regeerperiode
In 1720 begon Hendrik zelfstandig te regeren. Met zijn hofprediker Heinrich Schubert stichtte hij een op het piëtisme gebaseerde kerkgemeenschap. Nikolaus von Zinzendorf was zeer onder de indruk van de vroomheid van deze gemeenschap en gebruikte ze als inspiratiebron voor de oprichting van zijn Evangelische Broedergemeente. Hendrik zou later in Ebersdorf ook een gemeenschap van deze beweging stichten. Omdat in deze vroomheidsbeweging geen rekening werd gehouden met de standenmaatschappij, was het hele dorp welkom in de feestzaal van zijn slot om te bidden en te zingen. Ook moest iedereen, van graaf tot knecht, elkaar aanspreken als broeder.

### Huwelijk
Op 7 september 1721 huwde Hendrik in Castell met Theodore von Castell-Remlingen, dochter van Wolfgang Dietrich graaf van Castell-Remlingen. Het huwelijk was tot stand gekomen door bemiddeling van Zinzendorf, die zelf tijdens een lang verblijf te Castell verliefd was geworden op Theodore. Via Hendrik leerde Zinzendorf diens zus Erdmuthe Dorothea van Reuss-Ebersdorf kennen. De twee trouwden twee jaar later, hierdoor werd zijn goede vriend zijn schoonbroer.
Hendrik en zijn echtgenote Sophia Theodora kregen in totaal dertien kinderen, onder wie Hendrik XXIV (1724-1779). Hendrik overleed op 22 mei 1747, op 47-jarige leeftijd.